# Магнитен лагер
Магнитният лагер е вид лагер, който поддържа механичен товар чрез използването на магнитна левитация. При този вид лагери въртящи се оси използвани в различни машини може да се окачват без физически контакт осигурявайки въртене или друго относително движение без триене. Такива лагери се използват при генераторите на електрическа енергия, машини за пречистване на петрол и при някои газопроводи. Те се използват още и при някои машини с центрофугално действие.

## Описание
Конструирането на магнитен лагер с постоянни магнити е невъзможно поради ограниченията на теоремата на Ърншоу, от друга страна диамагнитната левитация е слабоизследвана и също неприложима. Поради това левитиращите лагери изискват серво-стабилизираща електронна система консумираща енергия (затова се наричат и активни магнитни лагери), която да поддържа механичната ос стабилно. Поради сложността на системата, този вид лагери изискват поддържащи елементи или обикновени лагери в случай на отказ или загуба на мощност.
Системата на окачване е съставена от поредица от магнити (поредица на Халбах) и обикновени контурни намотки.

## Принцип на действие
Активният магнитен лагер (АМЛ) се състои от електромагнити, комплект усилватели на мощност, които подават ток към електромагнитите, контролер (управляваща система) и сензори за хлабина със съответна елктроника, с които се осъществява обратна връзка за контрол на тези хлабини. Опростена принципна схема е показана на фигурата. Усилвателите на мощност осигуряват първоначално еднакви токове на срещуположните двойки полюсни намотки от електромагнита. Това състояние се изменя от контролера, който променя еднакво, но с различен знак (единият расте, другият намалява) тези токове, когато ротора не е в средата на отвора.
Най-често сензорите за положението са индуктивни диференциални, усилвателите на мощност са полупроводникови, на принципа на широчинно импулсна модулация (ШИМ). Контролерът обикновено е микропроцесорно устройство или DSP.

## Приложения
Предимствата на магнитното лагеруване е много малкото и предсказуемо триене (от въздуха), възможности за работа без смазочни материали, както и работа на машини във вакуум. Магнитните лагери намират все по-голямо приложение в машини като компресори, турбини, помпи, мотори и генератори както и за някои измервателни уреди като електромер. Подобни лагери се използват и при много точни измервателни инструменти, както и при машини работещи във вакуум, напр. при системи за съхранение на енергия използващи маховици. Въртящ се в технически вакуум маховик има много малки загуби от вихрово триене, но конвеционалните лагери се износват твърде бързо поради липсата на смазване. Магнитни лагери намират приложение и в биомедицинската техника.